# سیارک ۶۹۳۹
سیارک ۶۹۳۹ (به انگلیسی: 6939 Lestone، نامگذاری:1952SW1) شش هزار و نهصد و سی و نهمین سیارک کشف شده‌است که در ۲۲ سپتامبر ۱۹۵۲ کشف شد.
قدر مطلق سیارک برابر ۱۳٫۷۰ است.